# Kullu (distrikt)
Kulu är ett distrikt i Indien.   Det ligger i delstaten Himachal Pradesh, i den norra delen av landet, 400 km norr om huvudstaden New Delhi. Antalet invånare är 437 903.
Följande samhällen finns i Kulu:
- Kulu
- Manāli
- Rāmpur
- Nagar
- Banjār